# Kirakböle träsk
Kirakböle träsk (fi. Kirakanjärvi) är en sjö i sydvästra Finland. Den ligger i Salo stad i landskapet Egentliga Finland, 110 km väster om Helsingfors. Kirakböle träsk ligger 44,1 meter över havet i ett område där det huvudsakligen växer barrskog. Arean är 51,3 hektar och strandlinjen är 4,47 kilometer lång. Sjön  ingår i Skärgårdshavets kustområde, Åland. 